# Campionat del Món de voleibol masculí
el Campionat del Món de voleibol masculí és una competició esportiva internacional de voleibol per a seleccions estatals que es disputa cada 4 anys i que és organitzada per la Fédération Internationale de Volleyball (FIVB).
El primer campionat del món masculí de voleibol es disputà el 1949 a Txecoslovàquia. La segona edició es disputà el 1952 a l'URSS, on es jugà el primer campionat del món femení. Des d'aleshores s'ha disputat cada quatre anys amb l'única excepció dels mundials de 1960 i 1962, quan la introducció del voleibol als Jocs Olímpics va fer necessari ressituar els campionats del món en els anys parells en què no es disputessin els jocs.

## Historial
| Any  | Seu               | Or             | Argent         | Bronze         |
| ---- | ----------------- | -------------- | -------------- | -------------- |
| 1949 | Praga             | Unió Soviètica | Txecoslovàquia | Bulgària       |
| 1952 | Moscou            | Unió Soviètica | Txecoslovàquia | Bulgària       |
| 1956 | París             | Txecoslovàquia | Romania        | Unió Soviètica |
| 1960 | Rio de Janeiro    | Unió Soviètica | Txecoslovàquia | Romania        |
| 1962 | Moscou            | Unió Soviètica | Txecoslovàquia | Romania        |
| 1966 | Praga             | Txecoslovàquia | Romania        | Unió Soviètica |
| 1970 | Sofia             | RDA            | Bulgària       | Japó           |
| 1974 | Ciutat de Mèxic   | Polònia        | Unió Soviètica | Japó           |
| 1978 | Roma              | Unió Soviètica | Itàlia         | Cuba           |
| 1982 | Buenos Aires      | Unió Soviètica | Brasil         | Argentina      |
| 1986 | París             | Estats Units   | Unió Soviètica | Bulgària       |
| 1990 | Rio de Janeiro    | Itàlia         | Cuba           | Unió Soviètica |
| 1994 | Atenes            | Itàlia         | Països Baixos  | Estats Units   |
| 1998 | Tòquio            | Itàlia         | Iugoslàvia     | Cuba           |
| 2002 | Buenos Aires      | Brasil         | Rússia         | França         |
| 2006 | Tòquio            | Brasil         | Polònia        | Bulgària       |
| 2010 | Roma              | Brasil         | Cuba           | Sèrbia         |
| 2014 | Polònia (6 seus)  | Polònia        | Brasil         | Alemanya       |
| 2018 | Itàlia i Bulgària |                |                |                |